# Jozef Bakos
Jozef G. Bakos (* 23. September 1891 in Buffalo, New York; † 25. April 1977 in Santa Fe, New Mexico) war ein US-amerikanischer Maler und Mitglied der Künstlergruppe Los Cinco Pintores.

## Leben
Jozef Bakos wurde in East Buffalo, New York, als Sohn polnischer Eltern geboren. Ab 1912 besuchte Bakos Abendkurse an der Albright Art School, die er 1917 abschloss. Im August 1918 reisten er und sein College Freund Walter Mruk nach Denver zu John E. Thompson, bei dem Jozef Bakos studiert hatte. Die drei Männer, zu denen sich ein weiterer Künstler aus Buffalo, Augustine Korda, gesellte, schockierten die Kunstszene von Denver, die sich mit ihrem modernistischen Ansatz in der Malerei dem Vorwurf des Bolschewismus ausgesetzt sah.
1920 zog Jozef Bakos nach Santa Fe, New Mexico. Dort wurden er und Walter Mruk Gründungsmitglieder von Los Cinco Pintores (Die fünf Maler), der ersten modernistischen Malergruppe in Santa Fe. Zu ihren Mitstreitern gehörten Fremont Ellis, Willard Nash und William Shuster. Dem Kunsthistoriker Stanley L. Cuba zufolge war es ihr Ziel, „die Kunst zu den Menschen zu bringen, einschließlich der Gefängnisinsassen und Fabrikarbeiter“. 1922 hatte sich Bakos mit anderen Künstlern und Schriftstellern aus New Mexico zusammengeschlossen, um gegen das Bursum Indian Bill zu protestieren, das die Vertreibung der Pueblo-Indianer aus New Mexico zur Folge gehabt hätte. 1923 wird Bakos Gründungsmitglied der New Mexico Painters und 1927 deren Sekretär.
Neben seiner künstlerischen Tätigkeit unterrichtete Bakos an der University of Colorado in Boulder, der University of Denver und der Santa Fe High School. Zudem war er ein geschickter Schreiner und erhielt Aufträge, darunter einen bedeutenden vom La Fonda Hotel.
Jozef Bakos malte die Landschaft New Mexicos und seine Werke wurden in bedeutenden nationalen Museen ausgestellt, darunter die Pennsylvania Academy, das Whitney Museum of American Art, das Carnegie Institute und die Albright Art Gallery. Seine Werke befinden sich in den Sammlungen des Whitney und des Brooklyn Museums in New York, des Rose Art Museum der Brandeis University, des Delaware Art Museum in Wilmington, des Denver Art Museum und des Palace of the Legion of Honor in San Francisco. Das Burchfield Art Center widmete ihm 1985 eine Einzelausstellung.